# レター・デイズ
『レター・デイズ』（英: Latter Days）は、アメリカ合衆国の2003年に公開されたロマンスドラマ映画。カリフォルニア州ロサンゼルスで撮影された。監督および脚本はC・ジェイ・コックス。

## ストーリー
ロサンゼルスのレストランで給仕として働くゲイのクリスチャン(ウェス・ラムジー)は、毎晩のように男を連れ込み束の間の関係をもつ、という自堕落な生活を送っていた。
ある日、隣に数人の青年たちが引っ越してくる。大学生のグループだと思い浮き立つクリスチャンだが、実は彼らはモルモン教の布教のためにやってきた宣教師たちであった。がっかりするクリスチャンに、同じレストランで働くルームメイトのジュリー(レベッカ・ジョンソン)や他の仕事仲間たちは、ある賭けを提案する。それは、「青年たちのうちの1人をオトすことができたら50ドル」というものだった。
早速行動に出たクリスチャンは、彼らのうちの1人、一番年下でウブそうなアーロン(スティーヴ・サンドヴォス)に目をつける。クリスチャンは巧みなテクニックで彼に接近しようと試み、何も知らないアーロンも、自分と同じで映画好きなクリスチャンと徐々に打ち解けていく。初めのうちはゲーム感覚だったクリスチャンも、純粋無垢で人懐こい笑顔を見せるアーロンに、次第に心惹かれていく。
しかし、敬虔なモルモン教徒の家庭に生まれたアーロンは、自分もクリスチャンに惹かれていくにつれて、宗教的に絶対禁忌である自身のセクシュアリティに苦悩することになる。そんな中、アーロンの世話役の宣教師ポール(ジョゼフ・ゴードン＝レヴィット)が出張布教中に事故に遭う。そしてその晩から、クリスチャンとアーロンの運命が大きく狂い始めていく…。

## キャスト
スティーヴ・サンドヴォスがアーロン役、ウェス・ラムジーがクリスチャン役、ジョセフ・ゴードン＝レヴィットがポール・ライダー役を演じ、レベッカ・ジョンソンがジュリー・タイラー役を演じた。メアリー・ケイ・プレイス、アンバー・ベンソンおよびジャクリーン・ビセットが脇役で出演している。

## 日本公開
日本では2006年7月15日と17日に第15回東京国際レズビアン&ゲイ映画祭で上映された。その際の題名は『ラターデイズ』。